# Scytodes akytaba
Espèce
Scytodes akytaba est une espèce d'araignées aranéomorphes de la famille des Scytodidae.

## Distribution
Cette espèce est endémique du Mato Grosso au Brésil,. Elle se rencontre vers Cuiabá et Chapada dos Guimarães.

## Description
Le mâle holotype mesure 4,40 mm et la femelle paratype 5,00 mm.

## Publication originale
- Rheims & Brescovit, 2006 : Spiders of the genus Scytodes Latreille (Araneae: Scytodidae) from Brazilian cerrado and caatinga. Bulletin of the British Arachnological Society, vol. 13, no 8, p. 297-308.